# Prionospio grossa
Prionospio grossa är en ringmaskart som beskrevs av Imajima 1990. Prionospio grossa ingår i släktet Prionospio och familjen Spionidae. Inga underarter finns listade i Catalogue of Life.